# 神島 (敷設艇)

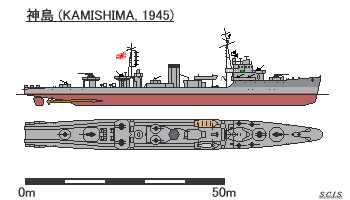
神島艦型図

神島(かみしま)は、日本海軍の敷設艇。仮称「第1801号艦」で神島型敷設艇の1番艇。
艦名は、片桐大自の研究によれば三重県志摩半島沖の神島からとる。海上自衛隊のはつしま型掃海艇「かみしま」に引き継がれた。

## 艦歴
- 1945年(昭和20年)2月20日 - 佐世保海軍工廠にて起工[9]。
  - 4月5日 - 「神島 (カミシマ)」と命名[4]、本籍を横須賀鎮守府と仮定[16]。
  - 6月10日 - 本籍を横須賀鎮守府と定める[6]。
  - 6月12日 - 進水[9]。
  - 7月30日 - 竣工[9]。横須賀防備隊に編入[17]。
  - 8月8日 - 横須賀に回航、そのまま終戦を迎える[18]。
  - 9月15日 - 除籍[9]。
  - 10月3日 - 特別輸送艦として朝鮮半島南部方面へ就航、翌年7月まで従事。
  - 12月1日 - 横須賀地方復員局所管の特別輸送艦に指定される[19]。
- 1946年(昭和21年)12月15日 - 特別保管艦に指定される[20]。
- 1947年(昭和22年)10月3日 - 特別輸送艦の指定を解かれる[21]。同日、ナホトカでソ連に引き渡し。
  - 12月27日 - 残務整理終了[22]。

## 艇長

### 艤装員長
1. 武内銈吉 大尉：1945年6月30日[23] - 1945年7月30日[24]

### 敷設艇長
(注)1945年12月20日以降は「艦長」。
1. 武内銈吉 大尉/少佐[26]：1945年7月30日[24] - 1945年9月15日[27]、以後1945年10月17日まで艇長を置かず。
2. 石野自彊 大尉/第二復員官/第二復員事務官/復員事務官：1945年10月17日[28] - 1947年1月7日[29]、以後1947年9月5日まで艦長を置かず。
3. 星出隆臣 復員事務官：1947年9月5日[30] -

## 同型艇
- 粟島 - 仮称艦名第1807号艦(予定艦名彦島、未起工)[14]